# Асаба
Асаба (на арабски: ولاية العصابة; правопис по американската система BGN: Assaba) е една от областите на Мавритания. Разположена е в южната част на страната и граничи с Мали. Площта на Асаба е 36 600 км², а населението, според изчисления от юли 2019 г., 377 700 души. Главен град на областта е Кифа. Друг голям град е Канкоса.

## Разделение
Асаба е разделен е на 5 департамента:
- Афтут
- Бомдейд
- Гуеру
- Канкоса
- Кифа